# Hans-Jürgen Schnipper
Hans-Jürgen Schnipper (* 22. Mai 1940; † 8. Juni 2013 in Haltern am See) war ein deutscher Politiker der CDU und von 1999 bis 2004 Landrat des Kreises Recklinghausen.

## Leben
Schnipper wurde 1963 Mitglied der CDU. Ab 1969 gehörte er dem Stadtrat von Marl an und fungierte von 1979 bis 1994 als Vorsitzender der dortigen CDU-Fraktion. In den 1990er Jahren wurde er Ehrenvorsitzer der CDU Marl. Des Weiteren gehörte er dem CDU-Kreisvorstand an und war von 1987 bis 1999 stellvertretender Kreisvorsitzender. Von 1989 bis 1999 war Schnipper Mitglied des Kreistages des Kreises Recklinghausen. In dieser Zeit war er von 1994 bis 1999 stellvertretender Landrat. Im 1999 wurde er in der ersten stattfindenden Direktwahl zum Landrat des Kreises Recklinghausen gewählt. 2004 kandidierte er erneut, unterlag jedoch in einer Stichwahl seinem Herausforderer Jochen Welt (SPD). Im Anschluss gehörte Schnipper von 2004 bis 2009 erneut dem Kreistag des Kreises Recklinghausen an. Er starb am 8. Juni 2013 im Alter von 73 Jahren.

### Ehrungen
- 1993: Verdienstkreuz des Verdienstordens der Bundesrepublik Deutschland
- 2001: Verdienstorden der Bundesrepublik Deutschland 1. Klasse